# (9801) 1997 FX3
A (9801) 1997 FX3 a Naprendszer kisbolygóövében található aszteroida. A LINEAR program keretében fedezték fel 1997. március 31-én.